# Ágora (filme)
Ágora (Brasil: Alexandria / Portugal: Ágora[carece de fontes?]) é o título de um  filme espanhol dirigido por Alejandro Amenábar, lançado na Espanha, em 9 de outubro de 2009. O filme é estrelado por Rachel Weisz e Max Minghella e relata a história da filósofa Hipátia, que viveu em Alexandria, no Egito, entre os anos 355 e 415, época da dominação romana.
Durante o relato, a história apresenta uma licença romântica, incluindo uma ligação entre Hipátia e um de seus escravos.

## Sinopse
Esta obra cinematográfica relata a história de Hipátia, filósofa e professora em Alexandria, no Egito entre os anos 355 e 415 d.C. Única personagem feminina do filme, Hipátia ensina filosofia, matemática e astronomia na Escola de Alexandria, junto à Biblioteca. Resultante de uma cultura iniciada com Alexandre Magno, passando depois pela dominação romana, Alexandria é agitada por ideais religiosos diversos: o cristianismo, convive de forma tensa com o judaísmo e a cultura greco-romana.
Hipátia tem entre seus alunos Orestes, que a adora, mas não é correspondido, e Sinésio, adepto do cristianismo. Seu escravo Davus também a ama, secretamente. Hipátia não deseja casar-se, ela se dedica unicamente ao estudo, à filosofia, matemática, astronomia, e sua principal preocupação, no relato do filme, é com o movimento da terra em torno do sol.
Mediante os vários enfrentamentos entre cristãos, judeus e a cultura greco-romana, os cristãos se apoderam, aos poucos, da situação, e enquanto Orestes se torna prefeito e se mantém fiel ao seu amor, o ex-escravo Davus (que recebeu a alforria de Hipátia) se debate entre a fé cristã e a paixão. O líder cristão Cirilo de Alexandria domina a cidade e encontra na ligação entre Orestes e Hipátia o ponto de fragilidade do poder romano, iniciando uma campanha de enfraquecimento da influência de Hipátia sobre o prefeito, usando as escrituras sagradas para acusá-la de bruxaria.
Por ter se recusado a se converter ao cristianismo, foi acusada de bruxaria. Uma multidão se reúne para matá-la, a esfolando viva. Mas Davus os convence a apedrejá-la. Quando a multidão se retira para procurar as pedras, Davus sufoca Hipátia para poupá-la do apedrejamento e diz para a multidão que ela desmaiou. Davus se retira quando começam a apedrejar o corpo de Hipátia. A história real da filósofa está no artigo Hipátia.[carece de fontes?]

## Elenco
- Rachel Weisz - Hipátia
- Max Minghella - Davus
- Oscar Isaac - Orestes
- Ashraf Barhom - Ammonius
- Michael Lonsdale - Téon
- Rupert Evans - Sinésio
- Richard Durden - Olympius
- Sami Samir - Cirilo
- Manuel Cauchi - Teófilo
- Homayoun Ershadi - Aspasius
- Oshri Cohen - Medorus
- Harry Borg - Prefeito Evagrius
- Charles Thake - Hesiquius
- Yousef 'Joe' Sweid - Peter
- Andre Agius - Menino
- Christopher Dingli - Estudante
- Clint Dyer - Hierax
- Wesley Ellul - Guarda
- George Harris - Heladius
- Jordan Kiziuk - Discípulo de Hypatia
- Amber Rose Revah - Sidonia

## Detalhes da produção
- O filme comercialmente tem 127 minutos, mas na França, pelo Festival de Cannes, apresentou-se com 141 min.
- O filme foi co-financiado pela companhia espanhola Sogecable.[1]
- As locações foram em

1. Delimara, Malta
2. Fort Ricasoli, Kalkara, Malta
3. Marsaxlokk, Malta
4. Mdina, Malta
5. Valletta, Malta

## Controvérsias
O filme foi proibido no Egito pela censura, por conter cenas consideradas um insulto para a religião.
O “Observatório Anti-difamação Religiosa” protestou contra o filme por "promover ódio ao cristianismo e reforçar falsos clichés sobre a Igreja Católica". O filme teve problemas de distribuição nos Estados Unidos da América e Itália

## Recepção
O filme ganhou 7 Prêmios Goya, incluindo o de melhor roteiro original por Alejandro Amenabar e Mateo Gil, que fez o segundo filme mais premiado da edição do XXIV Prêmio Goya para a academia de cinema espanhol. Realizado na Espanha em 2009., foi o filme espanhol mais visto daquele ano.

## Premiações
- Em 2010 foi indicado no Cinema Writers Circle Awards, na Espanha, para Melhor Fotografia (Xavi Giménez), Melhor Diretor (Alejandro Amenábar), Melhor Edição (Nacho Ruiz Capillas), Melhor Filme e Melhor Música (Dario Marianelli).
- Em 2010 foi indicado ao Prêmio Goya de Melhor Cinematografia (Xavi Giménez), Melhor Vestuário (Gabriella Pescucci), Melhor Maquiagem e Cabelo (Jan Sewell, Suzanne Stokes-Munton), Melhor Direção Artística (Guy Dyas), Melhor Direção de Produção (José Luiz Escolar), Melhor Roteiro Original (Alejandro Amenábar e Mateo Gil), Melhores Efeitos Especiais (Chris Reynolds e Félix Bergés).
- Em 2010 venceu o Prêmio Goya Melhor Diretor (Alejandro Amenábar), Melhor Edição (Nacho Ruiz Capillas), Melhor Filme, Melhor Música Original (Dario Marianelli) e Melhor Som (Peter Glossop e Glenn Freemantle).[carece de fontes?]